# Till Lindemann
Till Lindemann (født 4. januar 1963) er en tysk musiker, skuespiller og digter der er forsanger for det Neue Deutsche Härte band Rammstein. “Till Lindemann” er navnet på hans eget projekt. “Lindemann” var navnet på en duo sammen med Peter Tägtgren, der var aktiv i perioden 2015-2020 og Till Lindemann’s nye band/ under navnet Till Lindemann bandet “Lindemann” uden Peter Tägtgren, 2022-nu.
Till Lindemann laver og producerer musik og sangtekster på tysk, engelsk, russisk, spansk og fransk.

## Biografi
Till Lindemann blev født i Leipzig, Østtyskland, men voksede op i landsbyen Wendisch-Rambow nær Schwerin (i Østtyskland). Hans far var børnedigter Werner Lindemann og hans mor, Brigitte "Gitta" Hildegard Lindemann, var journalist og forfatter, inden hun gik på pension. Lindemann har en søster, der er seks år yngre. I en alder af 11 år gik han på en sportsskole på Empor Rostock Sport Club og fra 1977 til 1980 var han på kostskole. Hans forældre levede separat på grund af karrieremæssige årsager efter 1975.
I 1978 deltog Lindemann i det europæiske Junior Swimming Championships i Firenze. Han blev udvalgt til Sommer-OL 1980 i Moskva, men måtte melde afbud kort tid efter på grund af en skade. Lindemann arbejdede senere som tømrerlæring, galleritekniker og kurvefletter.

### Privatliv
Till Lindemann er søn af Werner Lindemann og Brigitte Hildegard Lindemann/ Brigitte Hildegard "Gitta" Lindemann og har en søster Saskia. I 1985 fik Lindemann sin første datter Nele. Till Lindemann og Neles mor Mareike Lindemann blev gift, men skilt igen, og Lindemann opfostrede sin datter Nele alene. Lindemann siger: "Jeg plejede at spille trommer i et punk-band, og vi havde vores studie i det hus, hvor jeg boede. Syv år var jeg far for min datter". Men efter Lindemanns musikalske succes tog hans ekskone over, da han ofte var væk med bandet i seks måneder om året. Lindemann har også en anden datter, Marie Louise, med Anja Köseling.

## Karriere
Lindemann begyndte at spille trommer for First Arsch, som udgav et album med titlen Saddle Up og spillede en sang ("Lied von der unruhevollen Jugend") med et punkband kaldet Feeling B (som også tidligere medlemmer af Feeling B) (som også tidligere Rammstein medlemmer og nuværende Rammstein medlemmer Paul Landers, Christoph Schneider og Christian Lorenz). I 1990'erne begyndte Lindemann at skrive sangtekster. I 1994 deltog trioen og vandt en konkurrence i Berlin, hvilket tillod dem at optage en fire sang demo professionelt. Lindemann flyttede efterfølgende til Berlin.
I november 2002 blev Lindemanns poesibog Messer udgivet. Den består af 54 digte udarbejdet af Gert Hof, der er forfatter til bogen Rammstein, og var bandets pyrodesigner de sidste syv år.
I januar 2012 blev Lindemann sammen med Flake, interviewet af heavy metal antropologen Sam Dunn ved VH1 Classic serien Metal Evolution, omkring emnet shock rock.
Till Lindemann er også kendt som Doctor Dick.

## Scenepersonlighed
Lindemann har engageret sig i masochistiske handlinger på scenen. Under opførelsen af "Sehnsucht" brugte han en mikrofon som kølle mod sit hoved, og han skar sig i hovedet så der flød blod over det hele; ved opførelsen af "Bestrafe Mich" (straf mig) slog han sig selv med en nihalet kat. Begge optrædener kan ses på Live aus Berlin-DVD'en og også i musikvideoen til "Bestrafe Mich", som kan ses online.

### Tidligere bands
- 1986 - ????: First Arsch

### Solo
- 2003: Schtiel (med Richard Kruspe)
- 2015 - 2020: Lindemann
- 2020: Na Chui
- siden 2020: Till Lindemann

### Gæstekunster/ gæsteoptræder
- 1989: Feeling B - Lied von der unruhevollen Jugend (vokal)
- 2000: Puhdys - Wut will nicht sterben (vokal)
- 2003: Hanzel und Gretyl - Intermission (vokal)
- 2007: Apocalyptica - Helden (vokal)
- 2010: Russ and The Velvets - That's Me (vokal)
- 2014: Roland Kaiser - Ich weiß alles (tekst)
- 2018: Emigrate - Let's Go (vokal)
- 2019: Deichkind - 1000 Jahre Bier (vokal)
- 2021: Emigrate - Always On My Mind (vokal)
- 2021: Zaz - Le jardin des larmes (tekst, vokal)

#### Gæst
- 2011: Knorkator - Du nich
- 2021: Zaz - Le jardin des larmes
- 9 Nov. 2016. Klubsen. Hamburg. Tyskland.

### Rammstein
Rammstein:
- Herzeleid (1995).
- Sehnsucht (1997).
- Mutter (2001).
- Reise, Reise (2004).
- Rosenrot (2005).
- Liebe ist für alle da (2009).
- Rammstein (2019).[13]
- Zeit 29. April (2022).

#### Remixs
- Rob Zombie & White Zombie - Electric Head, Pt. 1 (The Agony) von White Zombie (Rammstein remix) (1994).
- Rob Zombie & White Zombie – Electric Head Pt. 2 (The Ecstasy) von White Zombie (Rammstein remix) (1994).
- Rob Zombie - Spookshow Baby (Rammstein remix) 26. okt. (1999).[14]

#### Khira Li Lindemann
- Khira Li Lindemann som synger omkvædet i sangen Spieluhr, og kan ses i albummet Live aus Berlin, og også når de spiller deres nummer Tier, Engel, Nebel og Sonne o.s.v m. fl. Khira Li Lindemann optræder kun i Tyskland primært og men også nogle gange i nogle af nabolandene sammen med Rammstein.

#### Schtiel
- Schtiel, (Till Lindemann & Richard Kruspe) (2003), opført på russisk.

#### Sharleen Spiteri
- Stirb nicht vor mir (Don't Die Before I Do) Rammstein, (2005). Sharleen Spiteri synger duet sammen med Till Lindemann live med -Rammstein i (2010).

#### Marilyn Manson
- The Beautiful People, Rammstein 2012 og i igen i (2017). Marilyn Manson.

#### (Heino) Heinz Georg Kramm
- Sonne Rammstein (2021) (Heino) Heinz Georg Kramm.

### Lindemann
- Skills in Pills 23. Juni (2015).[15][16][17]
- F & M 22. November (2019).
- Lindemann: Live In Moscow 21. Maj (2021).

### First Arsch
First Arsch:
- Saddle Up (1992).[18][19][20]

### Na Chui
Na Chui:
- Till the End (2020).

### Emigrate
Emigrate:
- Let's Go, opført på engelsk, (2018).
- Always On My Mind, opført på engelsk, (2021).

### Zaz
Zaz:
- Le Jardin Des Larmes, opført på fransk, (2021).

### Apocalyptica
Apocalyptica:
- Helden (2007).

### Knorkator
Knorkator:
- Du nich (2011).

### Puhdys
Puhdys:
- Wut Will Nicht Sterben (1999).

### Feeling B
Feeling B:
- Lied von der unruhevollen Jugend, Lied Von Der Unruhevollen Jugend, opført på russisk, (1989).

### Som soloartist (Till Lindemann)
- Schtiel, (Till Lindemann & Richard Kruspe) (2003), opført på russisk.[21]
- Alle Tage ist kein Sonntag (med David Garrett) (2020), 11 December 2020.
- Alle Tage ist kein Sonntag / Weinen sollst du (2021), 4 Januar 2021.
- Alle Tage ist kein Sonntag / Weinen sollst du (Bazzazian Edit) (2021), 4 Januar 2021.
- 'Любимый город (Lubimiy gorod, elskede by), (2021), 22 April 2021, opført på russisk.
- Любимый город (оркестровая версия), (Lubimiy gorod, elskede by) (2021), 14 Maj 2021, opført på russisk og Любимый город

(Orchestral Version) 9 Maj 2021.
- Ich hasse Kinder (sammen med Sky Van Hoff) (2021), 1 Juni 2021 og Ich hasse Kinder (kort film), 26 Juni 2021.

#### Till Lindemann’s nye band/ under navnet Till Lindemann
Gengivelse af de her to albums uden Peter Tägtgren.
- Skills in Pills (2022).
- F & M (2022).

### Som gæstekunstner
- Lindemann optrådte som gæste-trommeslager på albummet Hea Hoa Hoa Hea Hea Hoa af Feeling B for sangen Lied von der unruhevollen Jugend, der er på russisk. Sangen blev spillet til en Rammstein-koncert i Sankt Petersborg den 19. november (2001) under Mutter-touren.
- Lindemann leverede vokal til nummeret Helden (en cover-version af Bowies Heroes) på Apocalyptica albummet Worlds Collide, (“David Bowie” stil), Apocalyptica sammen med Lindemann - Helden (to forskellige versioner).
- Lindemann synger også med på sangen Wut Will Nicht Sterben af Puhdys.
- Lindemann og Richard Z. Kruspe dækkede Aria sangen Shtil og udgav det som Schtiel Schtiel (Aria Cover) (2003).
- Lindemann har også optrådt på Knorkators musikvideo Du nich.
- Lindemann synger også med på nogle sange sammen med Richard Z. Kruspe, sangene Let's Go og Always On My Mind af Emigrate.
- Lindemann synger også med på en sang sammen med Zaz, sangen Le Jardin Des Larmes (2021).
- Lindemann synger sammen med Marilyn Manson på sangen The Beautiful People i en Rammstein speciel og Lindemann og Marilyn Manson og de andre fra Rammstein synger sammen på nogle andre sange fra Rammstein i nogle andre Rammstein speciel’s.

## Interview, citater og tv

### Film
- 1999: Pola X
- 1999: The Debtors
- 2002: xXx
- 2003: Amundsen der Pinguin
- 2004: Vinzent
- 2011: Knorkator - Du nich
- 2018: Phuketgrad[5]

### Video
- Alle Tage ist kein Sonntag, Zoran Bihać. 11 December 2020.
- Любимый город, Timur Bekmambetov, Sergey Trofimov. 22 April 2021.
- Любимый город (Orchestral Version), Serghey Grey. 9 Maj 2021.
- Ich hasse Kinder, Serghey Grey. 1 Juni 2021.
- Ich hasse Kinder (Kort film), Serghey Grey. 26 Juni 2021.

### Teater / komedie
- 2018: Hänsel & Gretel
- 2020: Flic Flac: Freaks 2.0

### Design og merchandise
- 2016: Alex Becker - Fallen Heroes
- 2016: Doctor Dick
- 2016: Lindemann
- 2018: Badly Lindemann T-Shirt
- 2018: Decihell Lindemann shirt
- 2022: TL Berlin[22]

## Poesi og bøger
- Lindemann, Till (2002). Messer [Kniv]. Frankfurt am Main: Eichborn. ISBN 3-8218-0927-2.
- Lindemann, Till (2013). In stillen Nächten [I Stille Nætter]. Köln: Kiepenheuer & Witsch. ISBN 978-3462045246.
- Lindemann, Till (2015). On Quiet Nights [I Stille Nætter]. Köln: Kiepenheuer & Witsch. ISBN 978-1935738718.
- Lindemann, Till (2015). Die Gedichte [Digte]. Köln: Kiepenheuer & Witsch. ISBN 978-3462047776.
- Lindemann, Kelly, Till og Joey (2017). Yukon: Mein gehasster Freund [Yukon: Min hadede ven]. Köln: NG Buchverlag GmbH; Edition og National Geographic Deutschland. ISBN 978-3866906402.
- Lindemann, Till (2018). Heiligenblut [Heiligenblut]. Köln: BookRix. ISBN 978-3743867178.
- Lindemann, Till (2019). 100 Gedichte [100 Digte]. Köln: Kiepenheuer & Witsch. ISBN 978-3462053326.
- Lindemann, Kelly, Till og Joey (2020). Amazonas - Reise zum Rio Javari [Amazon - Rejse til Río Javari]. Köln: NG Buchverlag GmbH; Edition og National Geographic Deutschland. ISBN 978-3866907058.
- Lindemann, Till (2020). 100 Gedichte [100 Digte]. Köln: Kiepenheuer & Witsch. ISBN 978-3462053326.
- Lindemann, Till (2021). 100 Poems [100 Digte]. Köln: Kiepenheuer & Witsch. ISBN 978-1947879294.[23]

### Ekstra
- 2018: Wir überleben das Licht[24]

### Gæst
- 1988: Werner Lindemann - Mike Oldfield im Schaukelstuhl (Mike Oldfield im Schaukelstuhl - Notizen Eines Vaters).
- 2001: Sibylle Berg - Das Unerfreuliche zuerst.
- 2008: Sibylle Berg - Das war's dann wohl.